# محمدیه (مراکش)
محمدیه یکی از شهرهای کشور مراکش است.
محمدیه بندری است در ۱۵ کیلومتری شمال شرقی شهر کازابلانکا و واقع در منطقه غربی کشور مراکش.
این شهر تا سال ۱۹۵۹ فضاله نام داشت ولی بعداً برای بزرگداشت محمد پنجم تغییر نام داد.